# IntEnz
集成关系酶学数据库（英語：Integrated relational Enzyme database，直译：「集成（整体、融合）关系（相关）酶数据库」，其缩略混成词为IntEnz，是一个包含按酶学委员会编号（EC编号）组织的酶数据库，是国际生物化学与分子生物学联合会开发的酶命名系统的官方版本。